# Milovan Jakšić
Milovan Jakšić (ur. 21 września 1909 r. w Kolašinie, zm. 25 grudnia 1953 w Aleksandrii) – jugosłowiański piłkarz, reprezentant kraju, grający na pozycji bramkarza.

## Kariera klubowa
Jakšić większość swojej kariery spędził grając w BASK Beograd, zwanym przed 1931 SK Soko, gdzie grał do 1939. Sezon 1934/35 spędził na wypożyczeniu w Slavii Praga, gdzie Jakšić sięgnął po mistrzostwo Czechosłowacji. 
Jakšić występował także w ND Ilirija 1911 oraz NK Ljubljana.

## Kariera reprezentacyjna
Jakšić po raz pierwszy w reprezentacji Jugosławii wystąpił 13 kwietnia 1930 w wygranym 6:1 spotkaniu z Bułgarią. 
W 1930 został powołany przez trenera Boško Simonovicia na Mistrzostwa Świata w Urugwaju. Jego reprezentacja zajęła na turnieju 4. miejsce, a on sam zagrał w trzech spotkaniach z Brazylią, Boliwią i późniejszym mistrzem świata Urugwajem. Jakšić został wraz z bramkarzem gospodarzy Enrique Ballestrero wybrany do drużyny gwiazd turnieju. 
Po raz ostatni w reprezentacji zagrał 2 września 1934 w przegranym 1:3 spotkaniu z Czechosłowacją. Łącznie w latach 1930–1934 wystąpił w 9 spotkaniach kadry Jugosławii.
| Mecze i gole w reprezentacji | Mecze i gole w reprezentacji | Mecze i gole w reprezentacji | Mecze i gole w reprezentacji | Mecze i gole w reprezentacji | Mecze i gole w reprezentacji | Mecze i gole w reprezentacji |
| #                            | Data                         | Miasto                       | Przeciwnik                   | Gol                          | Wynik                        | Rozgrywki                    |
| ---------------------------- | ---------------------------- | ---------------------------- | ---------------------------- | ---------------------------- | ---------------------------- | ---------------------------- |
| 1.                           | 13.04.1930                   | Belgrad                      | Bułgaria                     |                              | 6:1                          | towarzyski                   |
| 2.                           | 15.06.1930                   | Sofia                        | Bułgaria                     |                              | 2:2                          | towarzyski                   |
| 3.                           | 14.07.1930                   | Montevideo                   | Brazylia                     |                              | 2:1                          | MŚ 1930                      |
| 4.                           | 17.07.1930                   | Montevideo                   | Boliwia                      |                              | 4:0                          | MŚ 1930                      |
| 5.                           | 27.07.1930                   | Montevideo                   | Urugwaj                      |                              | 1:6                          | MŚ 1930                      |
| 6.                           | 03.08.1930                   | Buenos Aires                 | Argentyna                    |                              | 1:3                          | towarzyski                   |
| 7.                           | 10.09.1933                   | Warszawa                     | Polska                       |                              | 3:4                          | towarzyski                   |
| 8.                           | 26.08.1934                   | Belgrad                      | Polska                       |                              | 4:1                          | towarzyski                   |
| 9.                           | 02.09.1934                   | Praga                        | Czechosłowacja               |                              | 1:3                          | towarzyski                   |

## Po zakończeniu kariery
Po zakończeniu kariery piłkarskiej został w latach 1950–1953 prezesem Jugosłowiańskiego Związku Piłki Nożnej, a także dyrektorem technicznym Crvenej Zvezdy. Podczas wyjazdu z klubem do Egiptu zmarł na zawał serca w Aleksandrii zimą 1953.

## Sukcesy
Slavia Praga
- Mistrzostwo Czechosłowacji (1): 1934/35